# Maurice Bellet
Maurice Bellet (* 19. Dezember 1923 in Bois-Colombes; † 5. April 2018 in Paris) war ein französischer römisch-katholischer Priester, Philosoph, Psychoanalytiker und Dichter.

## Leben
Maurice Bellet wuchs im Umfeld der Bewegung Le Sillon („Die Furche“) des Marc Sangnier auf und studierte Katholische Theologie am Priesterseminar von Paris in Issy-les-Moulineaux und am Universitätsseminar «Des Carmes» in Paris sowie Philosophie an der Sorbonne. 1949 empfing Maurice Bellet in Bourges die Priesterweihe für das Erzbistum Bourges. Er wurde bei Claude Geffré in Theologie sowie bei Paul Ricœur und bei Emmanuel Levinas in Philosophie promoviert. Er lehrte zunächst Philosophie am Kleinen Seminar in Bourges und am Lycée Saint-Jean-de-Passy, bis er auf den Lehrstuhl für Praktische Theologie am Institut Catholique de Paris berufen wurde.
Arbeits- und Forschungsschwerpunkte waren die Schnittstellen von Philosophie, Theologie und Psychoanalyse. In zahlreichen Schriften befasste er sich mit wirtschaftlichen, politischen und philosophischen Themen und der Psychoanalyse. In seinen Forschungen war er einer der ersten, der eine Brücke zwischen der Psychoanalyse und dem Evangelium schlug. Seine über fünfzig Schriften wurden ins Italienische, Spanische, Deutsche, Niederländische, Englische, Portugiesische, Brasilianische und Chinesische übersetzt.

## Schriften (Auswahl)
- Facing the unbeliever, 1967
- La peur ou la foi: une analyse du prêtre, 1967
- Construire un langage.  Fayard, Mame, Paris 1968
- Essai d’une critique de la foi, la fonction critique dans la certitude religieuse, 1968
  - Sprache als Gemeinschaftswerk: Forderungen für eine an-sprechende Glaubensverkündigung. Aus dem Französischen von Frank-Michael Hohler, Pfeiffer, München 1970
- Le sens actuel du christianisme. Desclée De Brouwer, Paris 1969
  - Christ sein, was heisst das? Aus dem  Französischen von H. Pfiffner, Rex-Verlag, München/Luzern 1970
- Foi et psychanalyse, 1973
- Théorie du fou, Desclée de Brouwer 1977
- Incipit,: ou le commencement, Desclée de Brouwer 1992
- Critique de la raison sourde, Desclée De Brouwer 1992
- La seconde humanité: de l’impasse majeure de ce que nous appelons l'économie, 1993
- L’Ecoute, Desclée de Brouwer 1995
- L'extase de la vie, Desclée de Brouwer 1995
- Les allées du Luxembourg, Desclée de Brouwer 1996 (Roman)
- L'insurrection, Desclée de Brouwer 1997
- La voie, Desclée de Brouwer 1999
- LES SURVIVANTS, Editions L'Harmattan 2001
- La nuit de Zachée, Desclée de Brouwer 2003
- La quarta ipotesi sul futuro del cristianesimo, Servitium 2003
- Reprendre goût à la vie, comment ?, Editions de l'Atelier, 2005 zusammen mit Alain Houziaux, Albert Jacquard, Daniel Sibony
- L'amore lacerato, Servitium 2005
- Il pensiero che ascolta. Come uscire dalla crisi, Paoline 2006
- Dio? Nessuno l'ha mai visto, San Paolo Edizioni 2010
- Il dio selvaggio. Per una fede critica, Servitium 2010
- Translation: Croyants (ou non), passons ailleurs pour tout sauver !, Bayard 2011
- Dieu, personne ne l'a jamais vu, Albin Michel 2016
- Un chemin sans chemin, Bayard Culture 2016